# کنستانتینوفسک
شهر کنستانتینوفسک (به روسی: Константиновск) در کشور روسیه و در اوبلاست روستوف واقع شده‌است.